# Gotha Go 147
Il Gotha Go 147 era un aereo sperimentale con configurazione alare a freccia e ad ala di gabbiano realizzato dall'azienda tedesca Gothaer Waggonfabrik negli anni trenta e rimasto a livello di prototipo.
Caratterizzato dall'aspetto anticonvenzionale venne realizzato per sperimentare una configurazione priva di coda, con le prospettive di utilizzare le esperienze acquisite per la produzione di una futura versione ad uso militare. Le scarse caratteristiche di volo ne consigliarono la sospensione dello sviluppo dopo un solo prototipo costruito.

## Storia del progetto
Negli anni trenta la Gothaer Waggonfabrik affidò al suo capo progettista Albert Kalkert lo sviluppo del concetto di una serie di suoi precedenti progetti che avevano come caratteristica comune l'assenza della parte terminale della fusoliera ed il suo impennaggio. Nelle intenzioni del progettista era possibile realizzare un velivolo capace di prestazioni eccezionali rispetto ai pari classe del periodo.

## Versioni
Go 147 A
prototipo sperimentale non armato.
Go 147 B
proposta mai realizzata di una versione armata da addestramento.